# Comuna Cernătești, Buzău
Cernătești este o comună în județul Buzău, Muntenia, România, formată din satele Aldeni, Băești, Căldărușa, Cernătești (reședința), Fulga, Manasia, Vlădeni și Zărneștii de Slănic.

## Etimologie
Denumirea comunei vine de la satul de reședință, el însuși numit pornind de la un cuvânt slav care înseamnă negru. Numele vine de la un moșnean. Urmașii lui Cernă sau Cernu s-au numit Cernătești.

## Așezare
Comuna este străbătută de șoseaua județeană DJ203K ce o leagă spre sud, de-a lungul Slănicului și apoi al Buzăului de Mărăcineni (DN2) și Buzău, și spre nord, de-a lungul râului Slănic, de comunele din zona cursului superior al Slănicului (Mânzălești, Vintilă Vodă, Lopătari) și mai departe de Gura Teghii.

## Demografie
Componența etnică a comunei Cernătești
     Români (95,35%)
     Alte etnii (4,65%)
Componența confesională a comunei Cernătești
     Ortodocși (95%)
     Alte religii (0,25%)
     Necunoscută (4,76%)
Conform recensământului efectuat în 2021, populația comunei Cernătești se ridică la 3.659 de locuitori, în scădere față de recensământul anterior din 2011, când fuseseră înregistrați 3.847 de locuitori. Majoritatea locuitorilor sunt români (95,35%). Din punct de vedere confesional, majoritatea locuitorilor sunt ortodocși (95%), iar pentru 4,76% nu se cunoaște apartenența confesională.

## Politică și administrație
Comuna Cernătești este administrată de un primar și un consiliu local compus din 13 consilieri. Primarul, Valentin-Sebastian Stănilă[*], de la Partidul Social Democrat, este în funcție din 1 noiembrie 2024. Începând cu alegerile locale din 2024, consiliul local are următoarea componență pe partide politice:
|  | Partid                    | Consilieri | Componența Consiliului | Componența Consiliului | Componența Consiliului | Componența Consiliului | Componența Consiliului | Componența Consiliului | Componența Consiliului | Componența Consiliului | Componența Consiliului | Componența Consiliului | Componența Consiliului |
|  | ------------------------- | ---------- | ---------------------- | ---------------------- | ---------------------- | ---------------------- | ---------------------- | ---------------------- | ---------------------- | ---------------------- | ---------------------- | ---------------------- | ---------------------- |
|  | Partidul Social Democrat  | 11         |                        |                        |                        |                        |                        |                        |                        |                        |                        |                        |                        |
|  | Partidul Național Liberal | 2          |                        |                        |                        |                        |                        |                        |                        |                        |                        |                        |                        |

## Istorie
La sfârșitul secolului al XIX-lea, comuna făcea parte din plaiul Slănic al județului Buzău și era formată din satele Căldărești, Cernătești, Mălăești, Săpoca, Valea Puțului, și Zărneștii de Slănic, având în total 2140 de locuitori. În comună funcționau o moară de apă, o stână, 4 biserici ortodoxe și două școli care aveau 100 de elevi (din care 4 fete). Pe teritoriul actual al comunei, în același plai, era organizate atunci și comunele Aldeni și Băești. Prima era formată din satele Aldeni, Manasia și Podeni, cu 670 de locuitori ce trăiau în 153 de case; în comuna Aldeni funcționau o biserică ortodoxă, cu hramul Sf. Gheorghe, și o școală cu 33 de elevi (din care o singură fată). Comuna Băești era formată din satele Băești, Ciuciurele și Poponeți, având în total 600 de locuitori; pe teritoriul ei funcționau o biserică la Băești și o moară de apă pe râul Slănic.
În 1925, comuna Cernătești avea aceeași compoziție, făcea parte din plasa Câlnău a aceluiași județ și avea 3023 de locuitori. Comunele Aldeni și Băești fuseseră unite, formând comuna Băești-Aldeni, cu 1630 de locuitori. În 1931, satele Săpoca și Valea Puțului s-au separat de comuna Cernătești, formând de atunci comuna Săpoca.
În 1950, comunele Aldeni și Cernătești au fost incluse în raionul Cărpiniștea din regiunea Buzău și apoi (după 1952) în raionul Buzău din regiunea Ploiești. În 1968, comunele au redevenit parte a județului Buzău și au fost comasate în comuna Cernătești, unele sate fiind desființate (între altele, satul Podeni inclus în Manasia, satul Ciuciurele în Aldeni, satul Mălăești în Zărneștii de Slănic).

## Monumente istorice
Patru obiective din comuna Cernătești sunt incluse în lista monumentelor istorice din județul Buzău, ca monumente de interes local. Trei sunt clasificate ca situri arheologice și unul ca monument memorial sau funerar. Primul sit arheologic este cel de la Aldeni de pe dealul Balaurul, ce cuprinde așezarea ce a contribuit la numele culturii Stoicani-Aldeni din Eneoliticul târziu (mileniul al IV-lea î.e.n.); situl mai cuprinde și alte așezări din alte epoci: cultura Boian (neolitic, mileniul al V-lea î.e.n.), eneolitic (cultura Gumelnița), Epoca Bronzului (cultura Monteoru), perioada Halstatt, perioada geto-dacică, până în epoca migrațiilor. Al doilea cuprinde o singură așezare neolitică aparținând culturii Boian, aflată la 800 m vest de satul Băești. Al treilea sit arheologic, din punctul „La Cetățuie”, în valea Maului și valea Pluteșului, de lângă satul Cernătești, cuprinde o cetate medievală din secolele al XVI-lea–al XVII-lea, și o așezare și o necropolă aparținând culturii Monteoru (Epoca Bronzului, mileniile al III-lea–al II-lea î.e.n.).
În fine, monumentul funerar este crucea lui Parlat, din secolul al XIX-lea, aflată în zona „Lunca Puțului” dintre satele Cernătești și Zărneștii de Slănic.